# Последняя трапеза
После́дняя тра́пеза (последний ужин, англ. last meal) — особая еда, которую получает приговорённый к смертной казни незадолго до приведения приговора в исполнение. Меню последней трапезы обычно составляется по заказу приговорённого (в разумных пределах). Право на последнюю трапезу традиционно имеют осуждённые в большинстве штатов США, практикующих смертную казнь. Исключением является штат Техас, в котором последняя трапеза была отменена в 2011 году, после того, как осуждённый Лоренс Расселл Брюер, сделав очень большой заказ, даже не притронулся к пище. Также штат Мэриленд не предусматривал последней трапезы для осуждённых, однако в 2013 году в данном штате смертная казнь была отменена.
Во многих штатах США, во избежание необходимости выполнять слишком экзотичные просьбы осуждённых, существуют определённые ограничения. Алкоголь в большинстве случаев с конца 1990-х годов не допускается. Во Флориде все продукты должны быть приобретены в местных магазинах, а их общая стоимость не должна превышать 40 долларов. В штате Луизиана стоимость заказа не должна превышать 15 долларов.

## Примеры последних трапез
- Аджмал Касаб: отказался. Получил в придачу к тюремному рациону несколько свежих помидоров.
- Саддам Хусейн: курица с рисом, горячая вода и мёд.
- Тед Банди: отказался. Всё равно получил стейк, варёные яйца, оладьи с маслом, кофе с молоком и сок. Но так и не притронулся к еде.
- Адольф Эйхман: бутылка сухого вина.
- Петер Кюртен: шницель с жареной картошкой и бутылка белого вина.
- Чарльз Старквезер: стейк и банка пива.
- Эйлин Уорнос: отказалась сделать заказ и попросила только чашку кофе.
- Джон Гейси: креветки во фритюре, упаковку кусочков курицы из KFC, картофель фри и фунт клубники.
- Гэри Гилмор: гамбургер, яйца вкрутую, печёный картофель, несколько чашек кофе и стакан виски.
- Вельма Барфилд: отказалась сделать специальный заказ, выбрав только пакет чипсов и «Кока-Колу».
- Ронни Ли Гарднер: стейк, хвост омара, яблочный пирог, ванильное мороженое и газировка 7 Up.
- Рикки Рей Ректор: стейк, курица, вишнёвый растворимый напиток Kool-Aid и ореховый пирог (на потом).
- Томас Грассо: тушёные моллюски, мидии, рёбрышки, чизбургер, клубнику, тыквенные пироги, молочные коктейли и спагетти.
- Роберт Бьюэлл: одну маслину с косточкой.
- Джеймс Эдвард Смит: кусок грязи. Тюрьма отказала в этой просьбе, после чего тот согласился на стакан йогурта.
- Тимоти Маквей: мятное мороженое с шоколадной крошкой.
- Аллен Ли Дэвис: хвост омара с жареной картошкой, жареные креветки, жаренные моллюски, половина булки чесночного хлеба и корневое пиво.
- Уильям Бонин: две пиццы, шоколадное мороженое, 18 банок Coca-Cola и Pepsi.
- Гэри Боулс: три чизбургера, картофель фри, бекон и газированный напиток.
- Джон Мухаммад: жареная курица под красным соусом, несколько кукурузных лепёшек.